# Меценат представляє імператору Августу красні мистецтва
 Меценат представляє імператору Августу красні мистецтва — відома картина художника Джованні Баттіста Тьєполо (1696–1770). Зберігається в музеї Ермітаж.

## Художник і замовник
Генріх Брюль (1700–1763), граф і перший міністр саксонського курфюрста і короля Польщі Августа III, був впливовою фігурою в Європі першої половини XVIII століття. Відомий колекціонер, він збирав картини і малюнки, будував палаци тощо. Як меценат виступав покровителем і замовником багатьох митців, в тому числі художника Б. Белотто. Він і став власником картини, що славила меценатську діяльність.

## Картина Тьєполо
Як художник Тьєполо був надзвичайно обдарованим майстром композицій та майстом-декоратором. Він часто користувався низькою лінією обрію в своїх картинах, що звеличувало постаті на його полотнах (Св. Яків, переможець маврів, Музей образотворчих мистецтв (Будапешт), Аполлон і Дафна, що перетворюється на Лавр, Лувр тощо).
Композиційну віртуозність він довів і в невеликій за розмірами картині з Меценатом. Сам Меценат зображений біля краю картини ліворуч в синьому одязі. Не він, Меценат, і навіть не імператор Август, головні герої картини, а красні мистецтва. Їх уособлює ціла низка алегоричних фігур : Скульптура, що поклала мармурове погруддя на сходинки трона, Архітектура, що поклала свій циркуль, присутні також Поезія та Живопис. За незвичним, дивацьким натовпом в імператорському палаці з нестримною зацікавленістю спостерігають вояки в шоломах і обладунках.
Поєзію репрезентує сліпий поет Гомер у особі сивого старця з підлітком-поводирем. В центрі полотна — молода жінка в розкішних шатах і з палітрою в руці. Вона у вигляді добре відомої в ті часи алегорії Живопису. Художник зробив надзвичайно сміливий хід — намалював алегорію Живопису зі спини, повернутою обличчям до імператора, а не до глядачів картини. Лише парчове вбрання відокремлює її фігуру від інших і робить Богинею мистецтв, якій все життя служив і сам Джованні Баттіста Тьєпло.